# Melangyna sellenyi
Melangyna sellenyi är en tvåvingeart som först beskrevs av Ignaz Rudolph Schiner 1868.  Melangyna sellenyi ingår i släktet flickblomflugor, och familjen blomflugor. Inga underarter finns listade i Catalogue of Life.